# Ariel Kleiman
Ariel Kleiman (Melbourne, 22 de abril de 1985) é um cineasta australiano.